# ألبرت سالا
ألبرت سالا (بالإسبانية: Albert Sala)‏ هو لاعب هوكي الحقل إسباني، ولد في 15 يوليو 1981 في تاراسا في إسبانيا.

## وصلات خارجية
- ألبرت سالا على موقع اللجنة الأولمبية الدولية (الإنجليزية)
- ألبرت سالا على موقع أوليمبيديا (الإنجليزية)
- ألبرت سالا على موقع اللجنة الأولمبية الإسبانية (الإسبانية)